# KBS2
KBS2 – drugi kanał stacji Korean Broadcasting System, emitujący głównie programy rozrywkowe i seriale koreańskie. Powstanie stacji telewizyjnej jest wynikiem wymuszonego połączenia z Tongyang Broadcasting Company z KBS w 1980 roku. 

## Kalendarium
- 1 grudnia 1980: Po przejęciu przez KBS różnych nadawców prywatnych, w tym TBC, został utworzony KBS2.
- 22 grudnia 1980: Rozpoczęto nadawanie w kolorze[1].
- 7 marca 1981: Ponownie wyświetlane są reklamy; w dni powszednie cztery bloki (po 20 minut), w weekendy i święta pięć bloków (po 25 minut).
- 1 stycznia 1986: Rozpoczęto emisje stereo w całym kraju.
- 20 kwietnia 1997: Serial Cheot sarang zgromadził 65,8% widzów w kraju[2].
- 31 grudnia 2001: Rozpoczęto transmisję cyfrową w naziemnej telewizji[3].
- 1 grudnia 2005: Uruchomiono KBS 2DMB. Emisja została przedłużona do 19 godzin (06:00~01:00 KST) i dzienne zakończenie emisji zostały zniesione.

## Nagrody
- KBS Drama Awards
- KBS Music Awards
- KBS Entertainment Awards